# Torre di Babele (Bruegel)
La Torre di Babele è il soggetto di tre dipinti di Pieter Bruegel il Vecchio. Il primo era una miniatura su avorio dipinta durante un soggiorno a Roma, oggi perduta; gli altri due sono dipinti a olio su tavola. Il primo e più celebre è la ''Grande Torre'' (114x155 cm) è firmato e datato ("BRVEGEL FE. M.CCCCC.LXIII") e custodito al Kunsthistorisches Museum di Vienna. Il secondo è la ''Piccola Torre'' (60x74,5 cm), databile approssimativamente pure al 1563 circa e conservato nel Museum Boijmans Van Beuningen di Rotterdam.

## Storia
La Grande Torre faceva parte della collezione di Niclaes Jonghelinck da Anversa e nel 1604 Van Mander la ricordò nelle raccolte dell'imperatore Rodolfo II a Praga. Nel 1659 era nella galleria dell'arciduca Leopoldo Guglielmo d'Asburgo e nel 1784 si trova citato nel catalogo Mechel, confluendo nel museo viennese.
La Piccola Torre venne pure citata da Van Mander tra i possedimenti di Rodolfo II, anche se sul retro della tavola ha le armi di Elisabetta Farnese, moglie di Filippo V di Spagna. Finita sul mercato antiquario, fu acquistata dal museo di Rotterdam nel 1958.

## Descrizione e stile

Re Nembrot

Dettaglio

Dettaglio

I dipinti rappresentano l'episodio della costruzione della Torre di Babele, contenuto nel libro della Genesi; tale edificio era stato costruito da un popolo ancestrale avente una sola lingua, che dominava la terra in unione pacifica, come prova del loro sviluppo e per evitare la dispersione della razza. Ma Dio intervenne e, creando scompiglio impedì il completamento della struttura.
(Genesi 11, 1-9.)

### La grande Torre
Bruegel dovette ispirarsi per l'ideazione del mastodontico edificio agli strati del Colosseo, che aveva visto probabilmente di persona durante il viaggio in Italia del 1552 circa e del quale, comunque, circolavano numerosissime incisioni e disegni. L'edificio antico era considerato dai cristiani contemporanei di Bruegel come un simbolo di Hýbris e persecuzione di fede, poiché luogo di martirio di molti cristiani.
Nel dipinto, la grande torre occupa maestosamente il centro della scena, dominando il paesaggio tramite l'applicazione della prospettiva con una linea dell'orizzonte più alta della metà della tavola, che dà l'impressione di ammirare l'edificio dalla cima di una montagna. In basso a sinistra si vede il re Nembrot, simbolo di superbia, seguito da un gruppo di cortigiani e soldati e ritratto mentre l'architetto gli mostra la sua opera e gli scalpellini lo omaggiano inginocchiandosi con deferenza.
Nel medio piano si trova il cantiere della torre, dove piccoli uomini si prodigano su e giù per le rampe a portare avanti il più in fretta possibile l'opera maestosa. La parte sinistra ha la facciata già completa, la zona centrale è invece in via di completamento, mentre sul lato destro si nota una roccia informe che gli operai stanno ancora plasmando. In alto, il nucleo della torre è nudo e così alto da essere attraversato da una nube. Grandissima cura è riposta nel disegno di ogni dettaglio, compresi quelli più tecnici (dalla forma degli ingranaggi e delle impalcature, fino alle gru), che dimostrano una competenza oltre il generico nel campo dell'edilizia. A destra è rappresentato un industrioso porto e a sinistra una fitta città.
Lo sfondo di campi coltivati e il cielo chiaro e luminoso, offrono una rigenerante pausa per l'occhio, occupato a scorgere tutti i minimi dettagli da miniatura nel resto della scena.
L'enormità della torre contrasta in maniera drammatica con la piccolezza degli uomini e, in particolare, di re Nembrod, simboleggiando la superbia di chi nel tentativo di superare le proprie possibilità è destinato al fallimento. I contrasti cromatici e luminosi, ad esempio tra il ventre della torre e il cielo chiarissimo, fanno risaltare l'atmosfera sinistra dell'impresa.
Se nella tradizione biblica la torre di Babele rappresenta la confusione morale e spirituale dell'umanità, nel mondo antico essa era considerata una costruzione carica di valori magici e simbolici. Il suo nome infatti significava "porta di Dio". L'altezza straordinaria aveva la funzione di rappresentare il ponte e l'anello di congiunzione tra la dimensione divina e celeste e quella umana e terrestre. Sulla sua cima astrologi e maghi osservavano i segni astrali e canalizzavano sulla terra le energie spirituali provenienti dalle stelle. La composizione a fasce concentriche, ricalcata sulle ziqqurat sumere, serve a riflettere sulla terra la struttura del cosmo. A ogni piano corrispondeva una sfera planetaria o un segno zodiacale.

Il porto
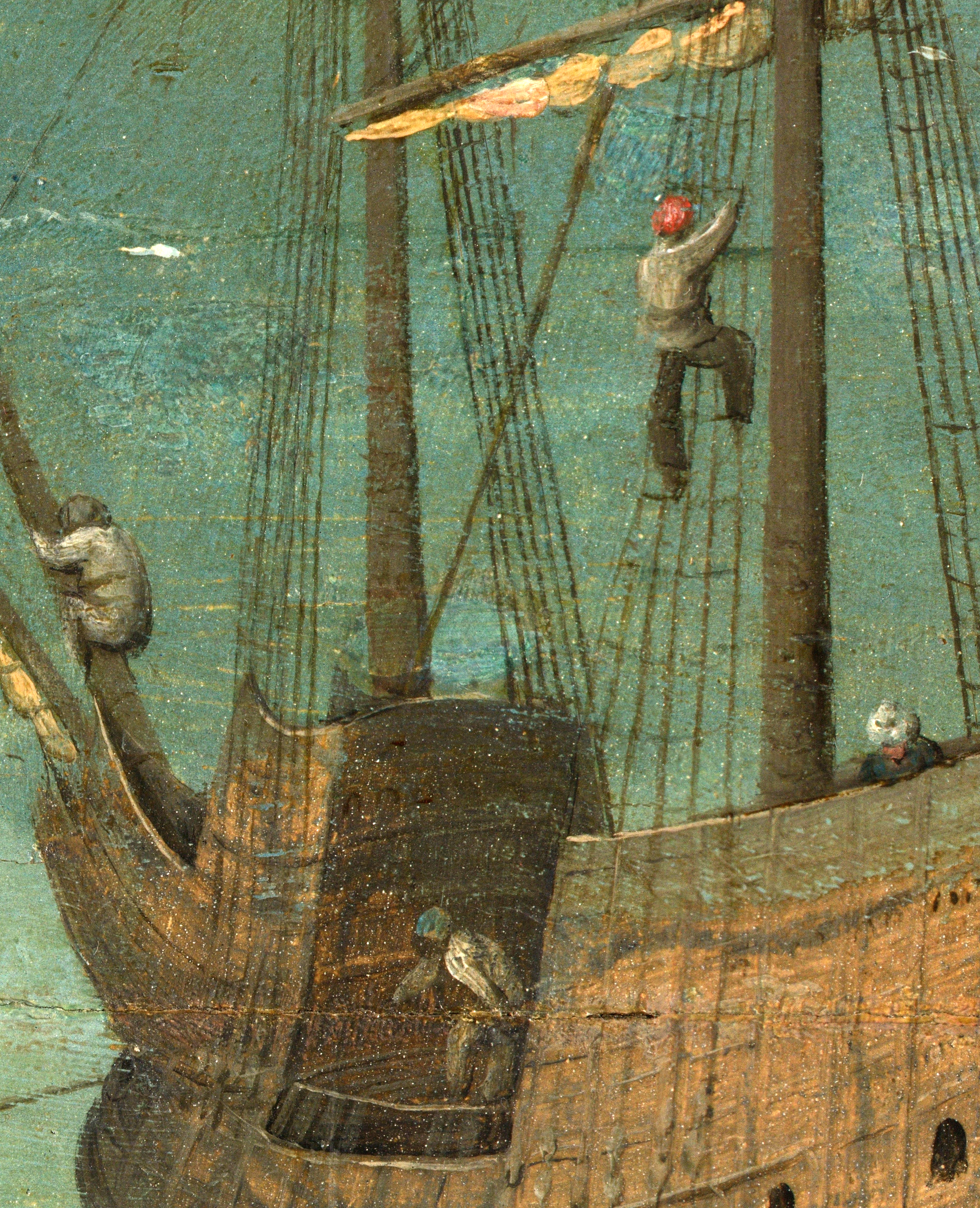
Dettaglio
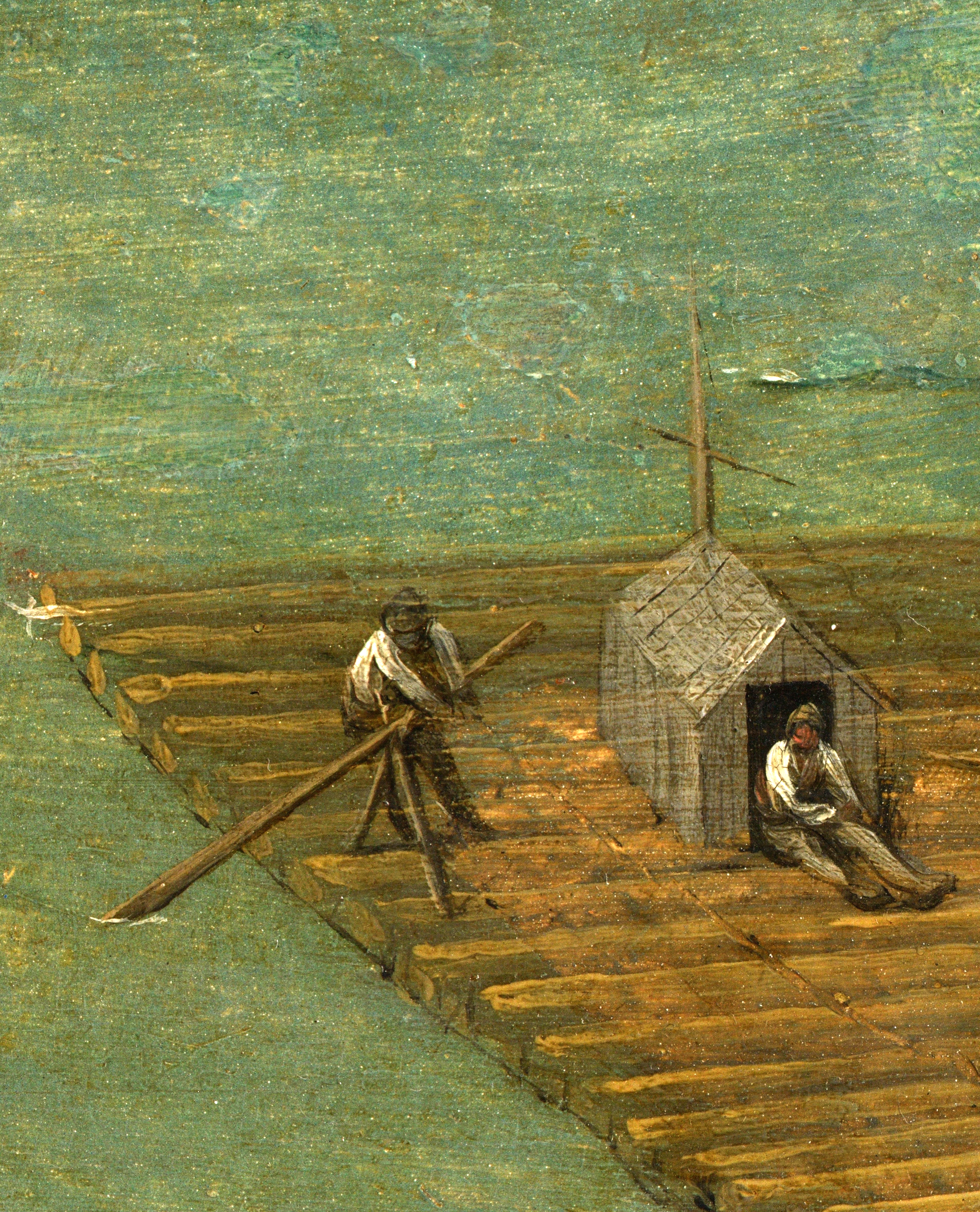
Dettaglio
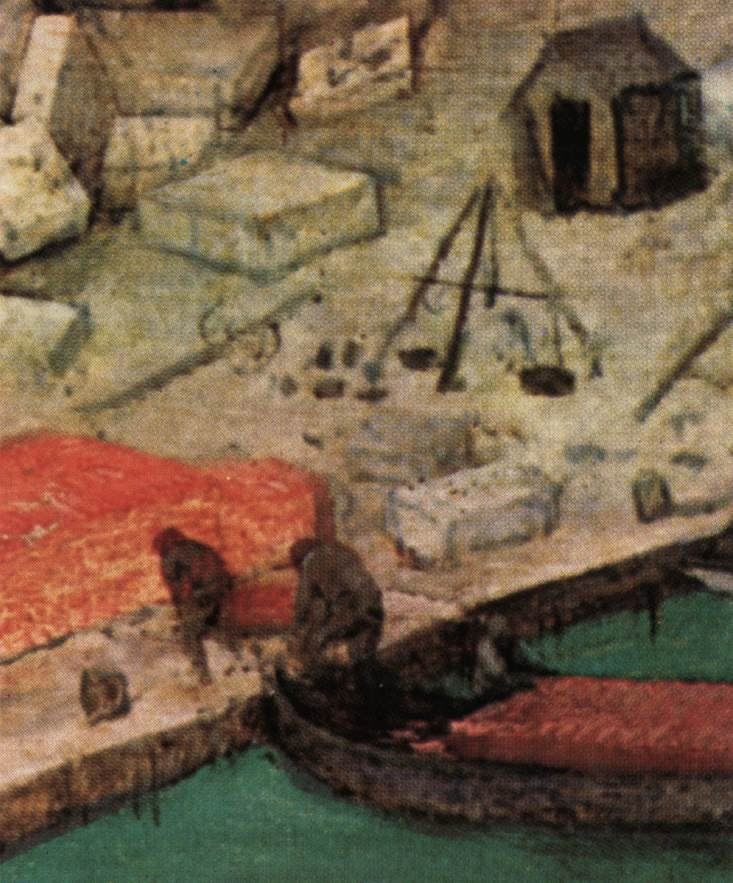
Dettaglio
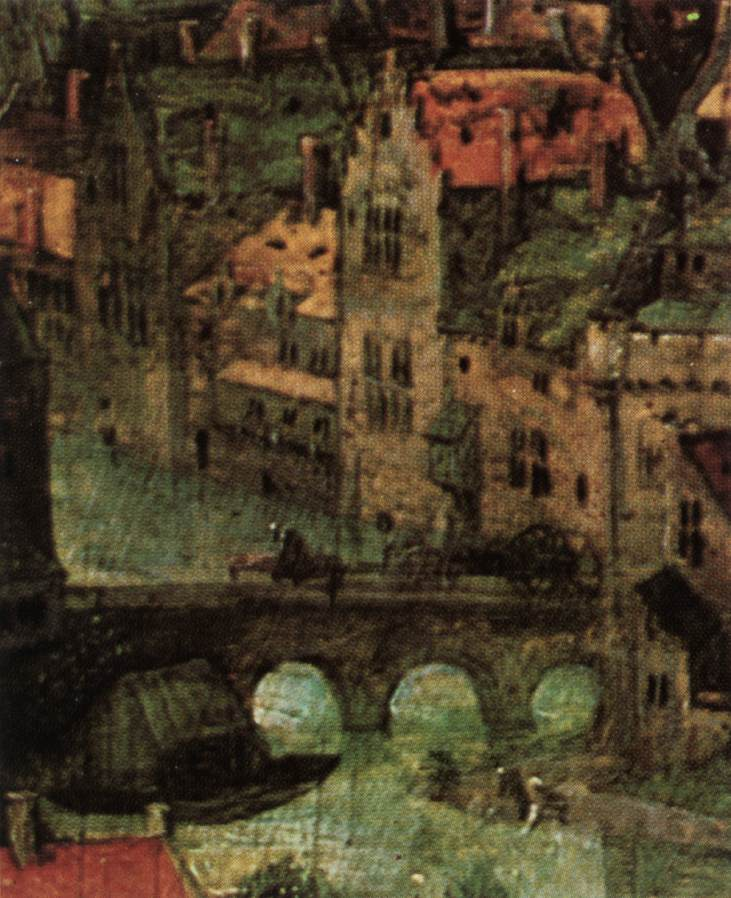
Dettaglio
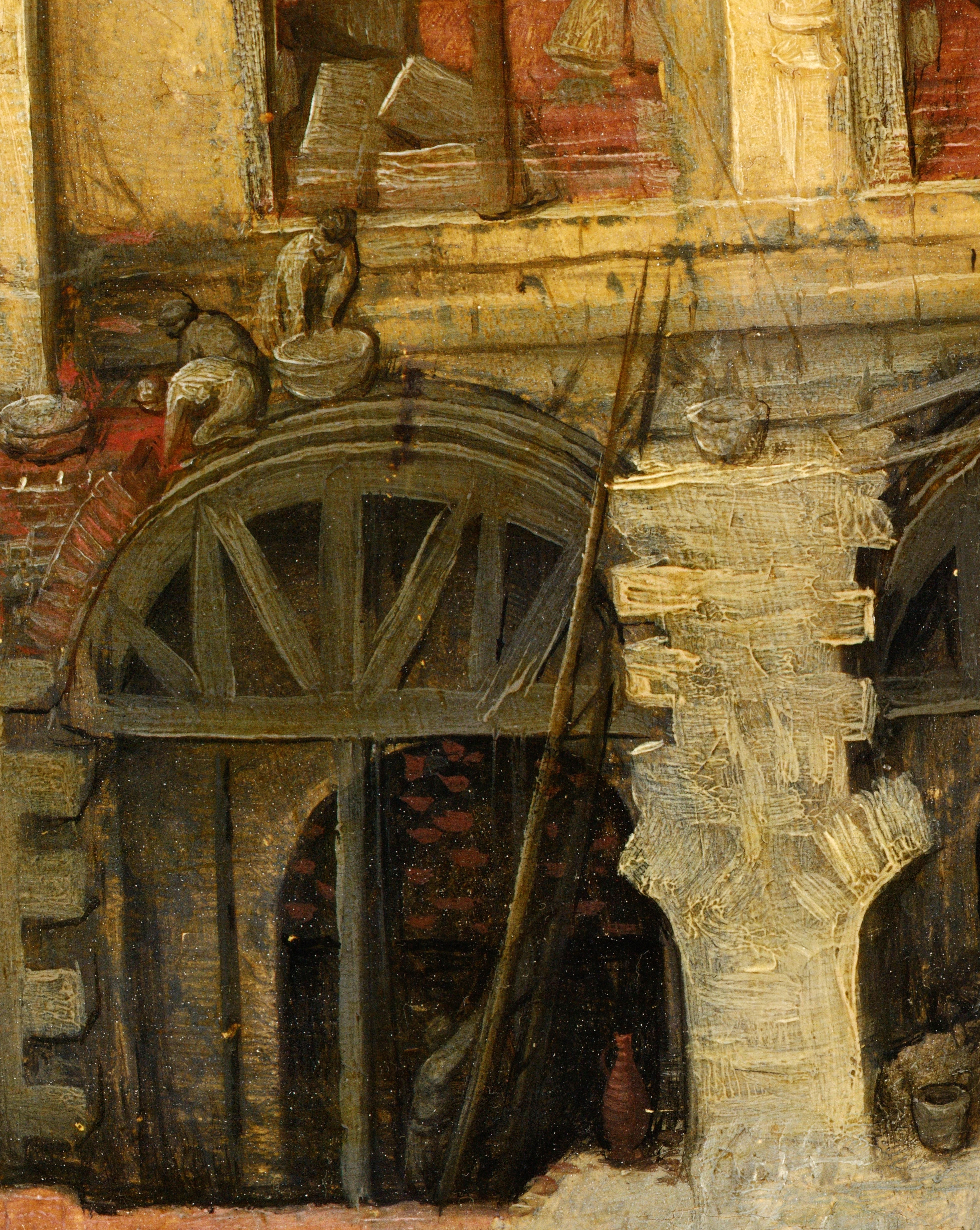
Dettaglio
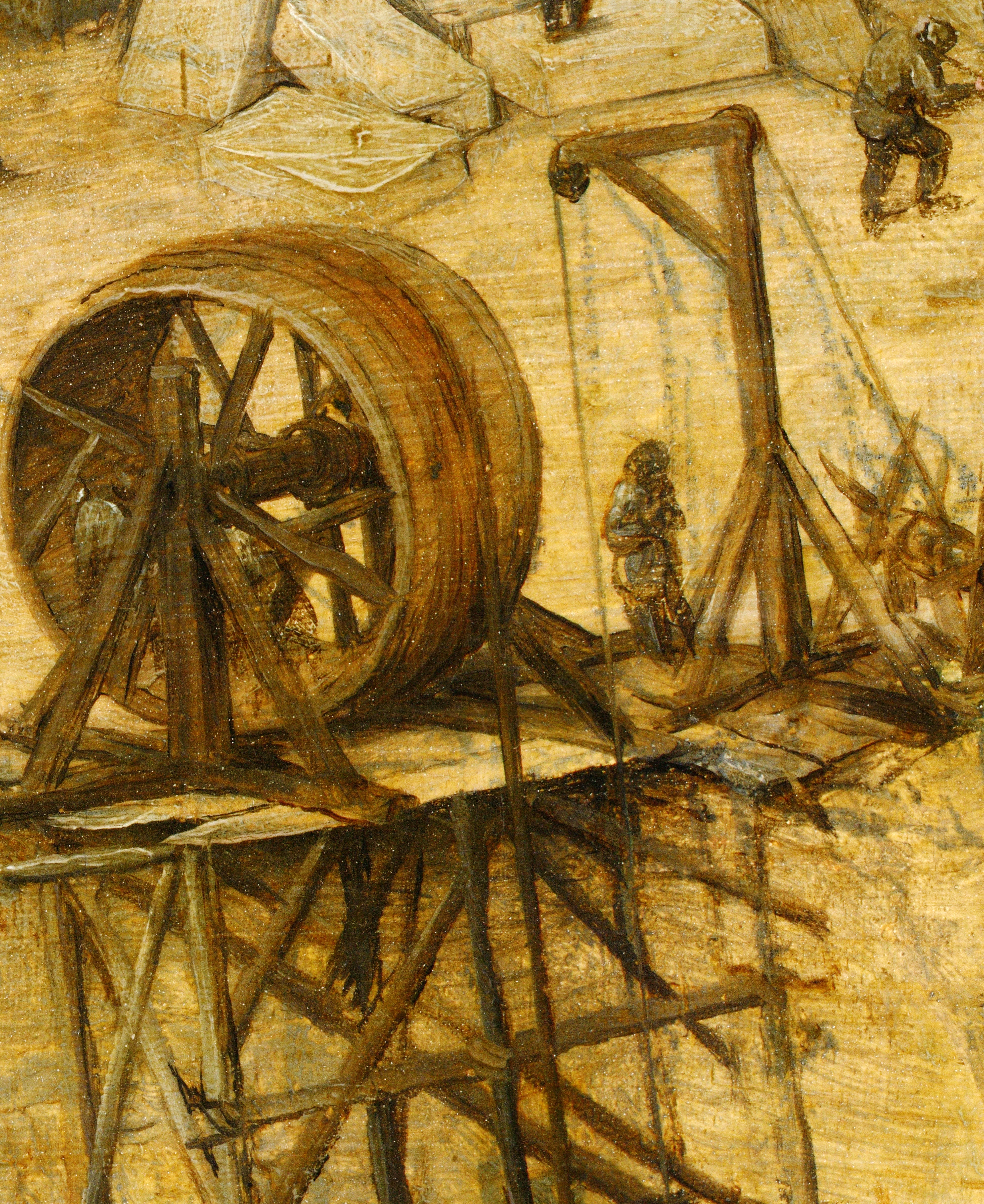
Dettaglio
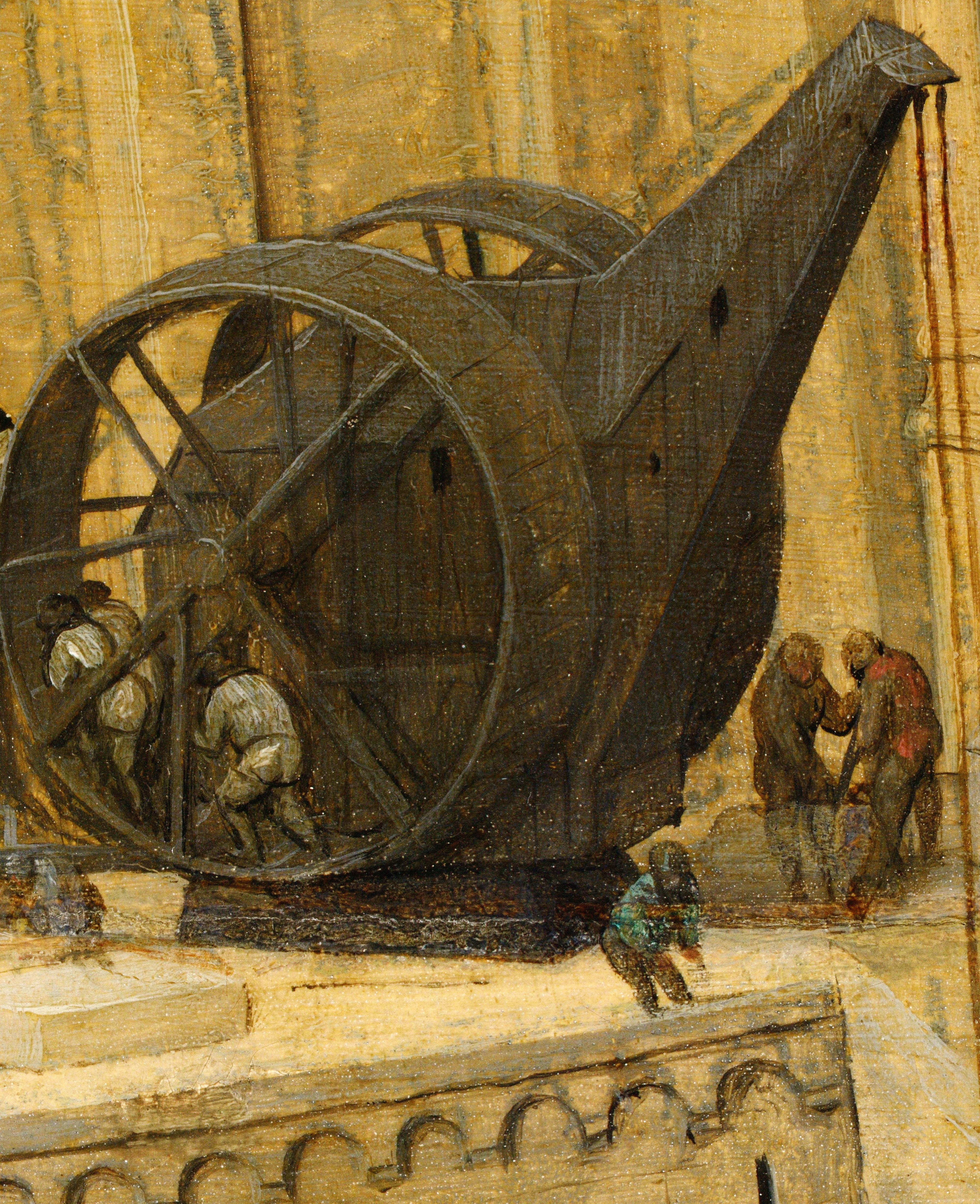
Dettaglio
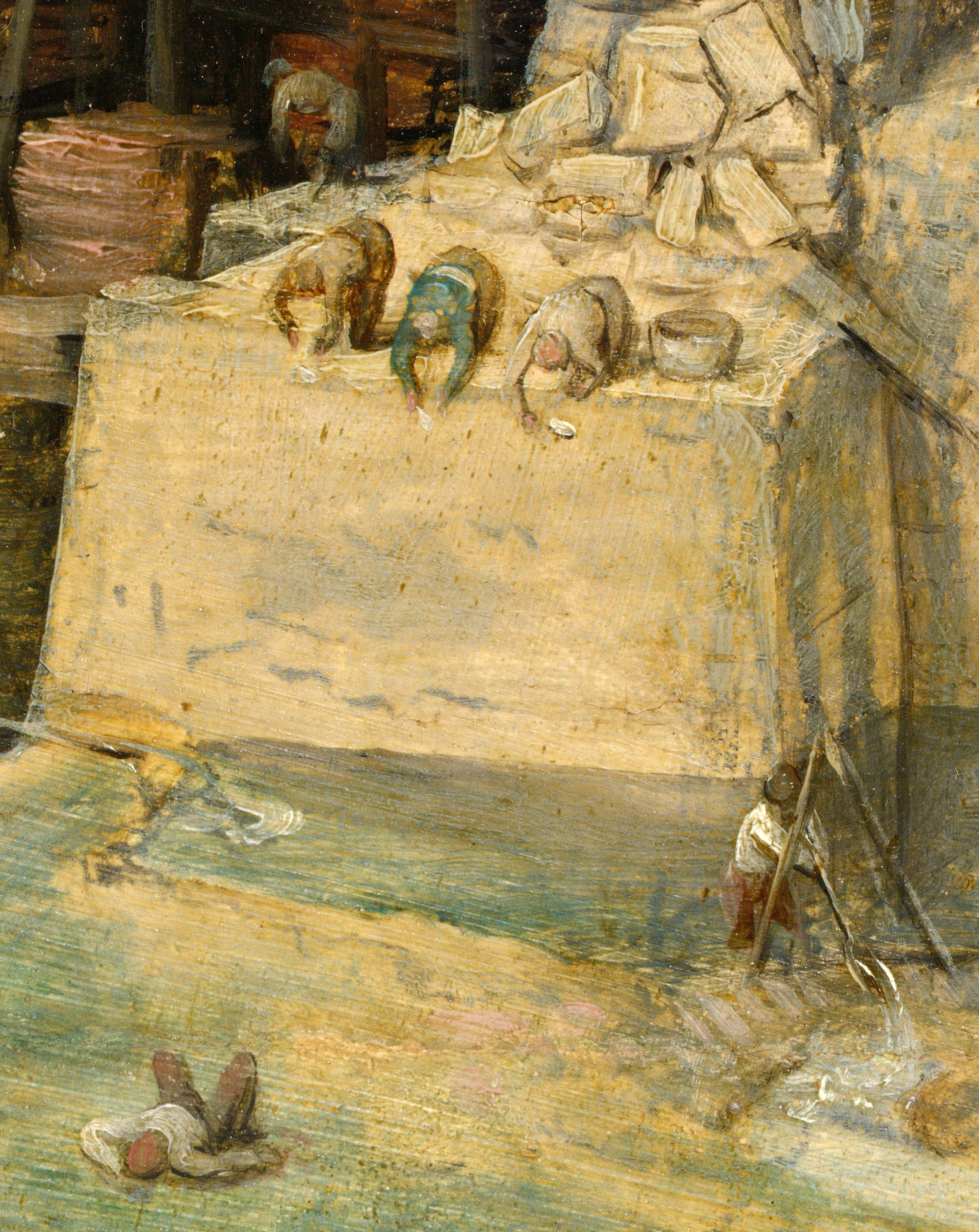
Dettaglio
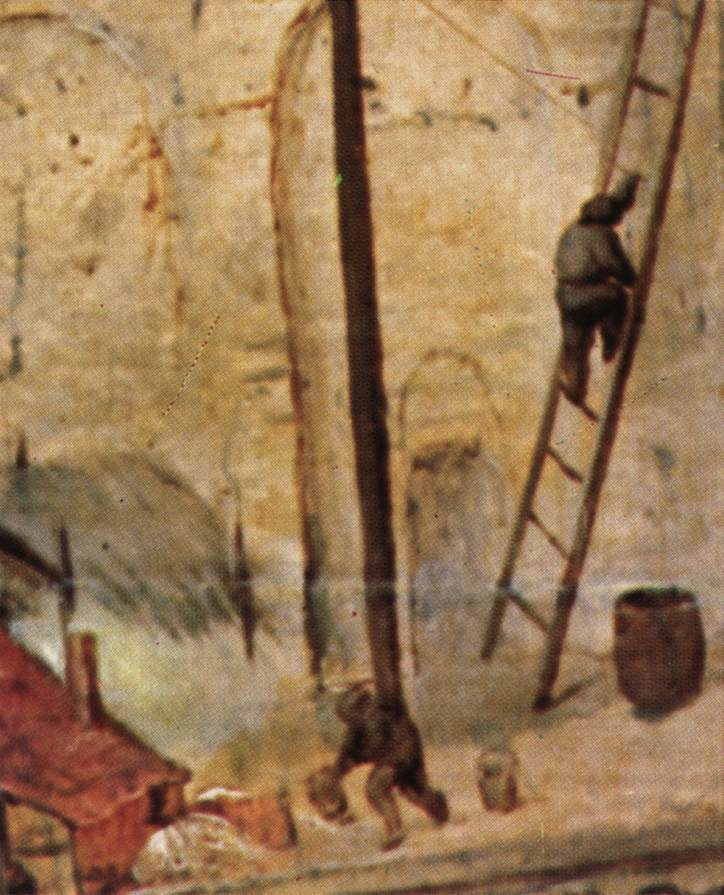
Dettaglio
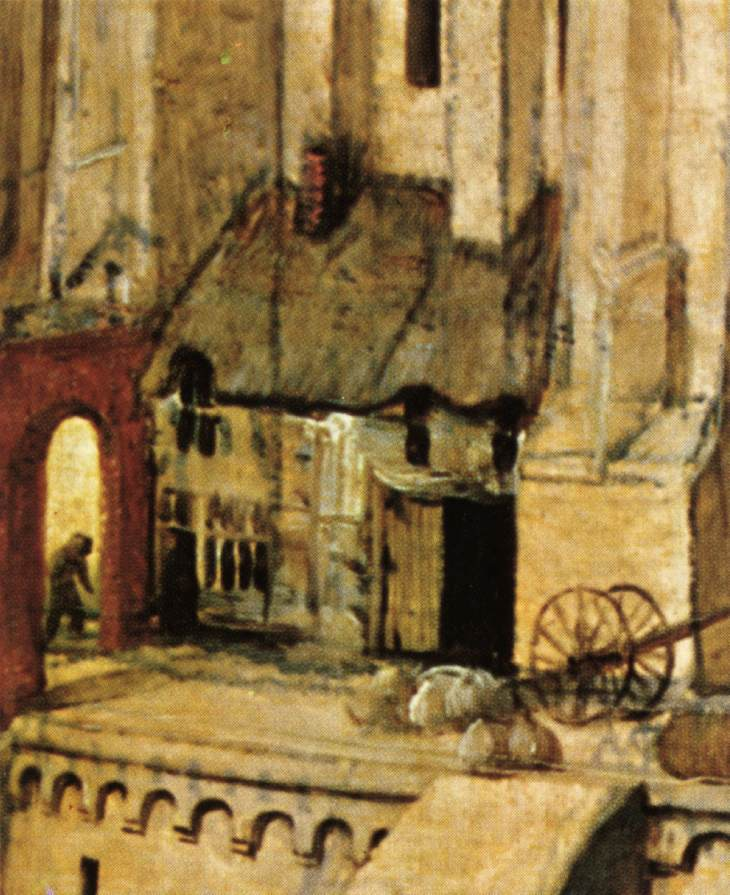
Dettaglio
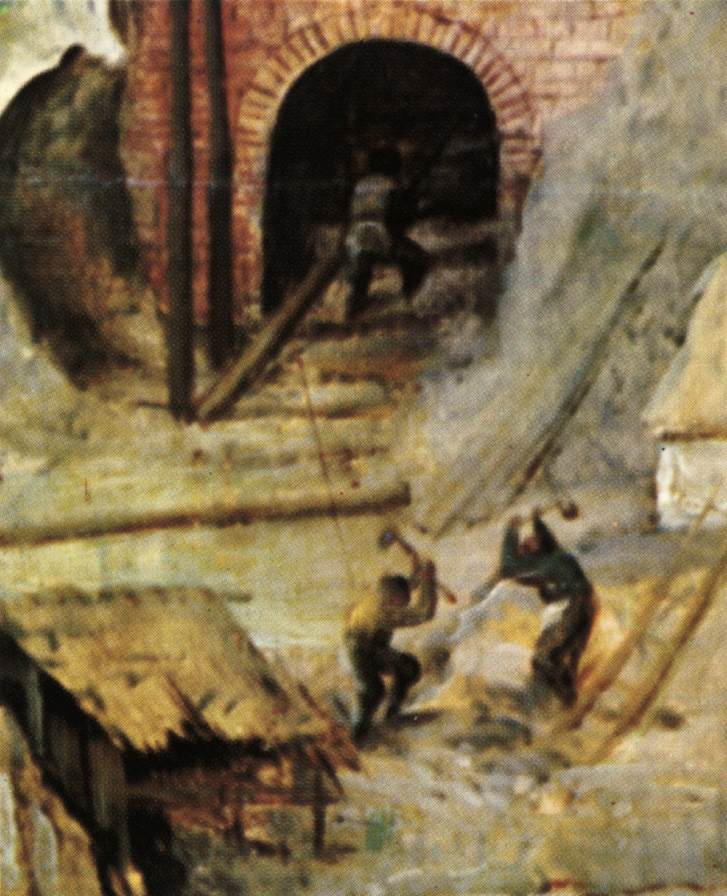
Dettaglio
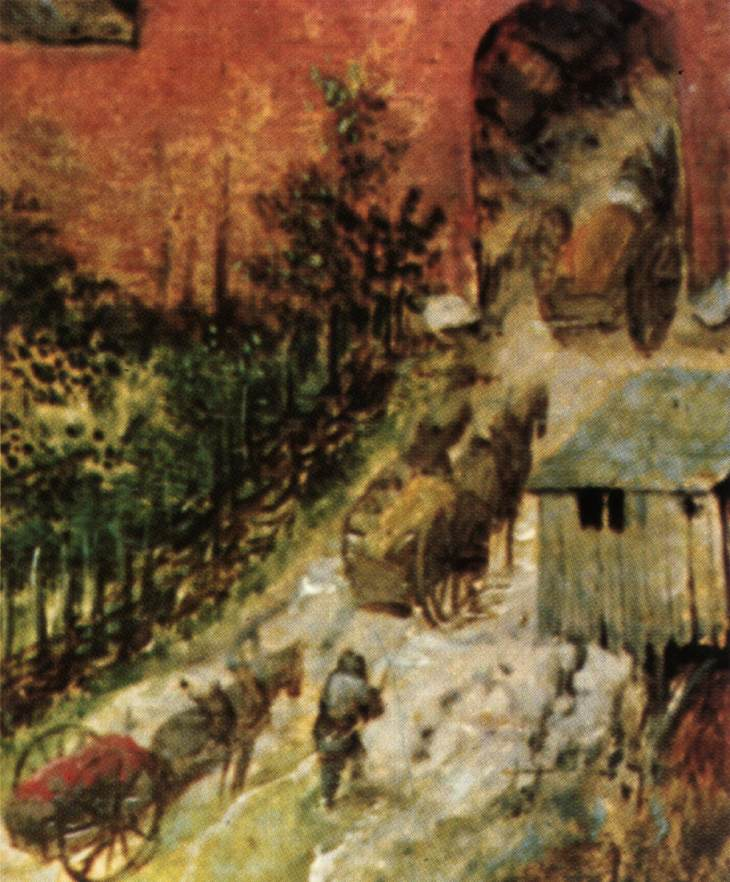
Dettaglio
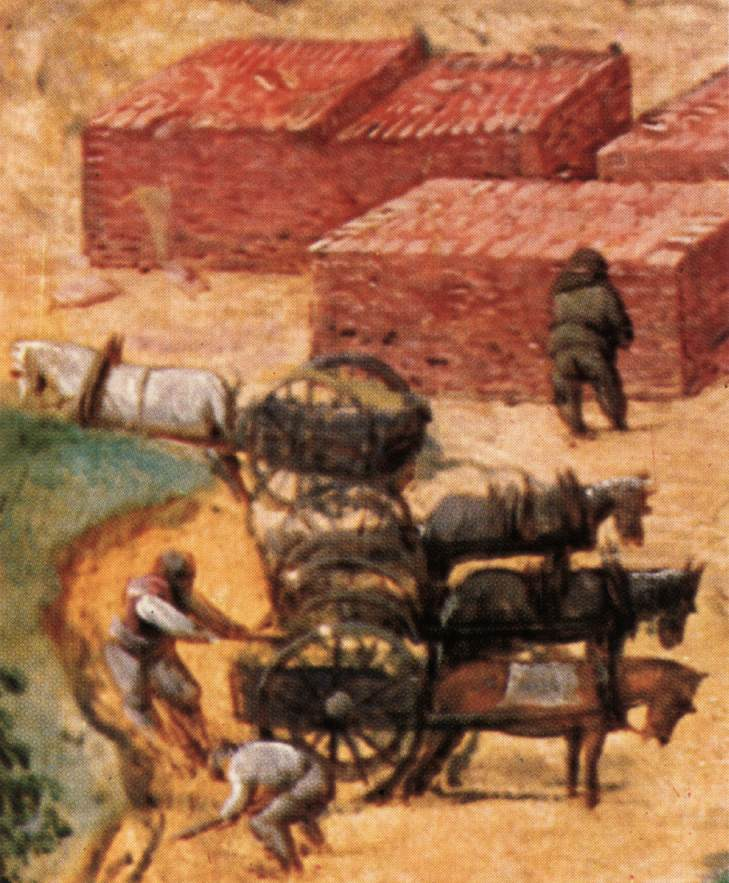
Dettaglio

### La piccola Torre

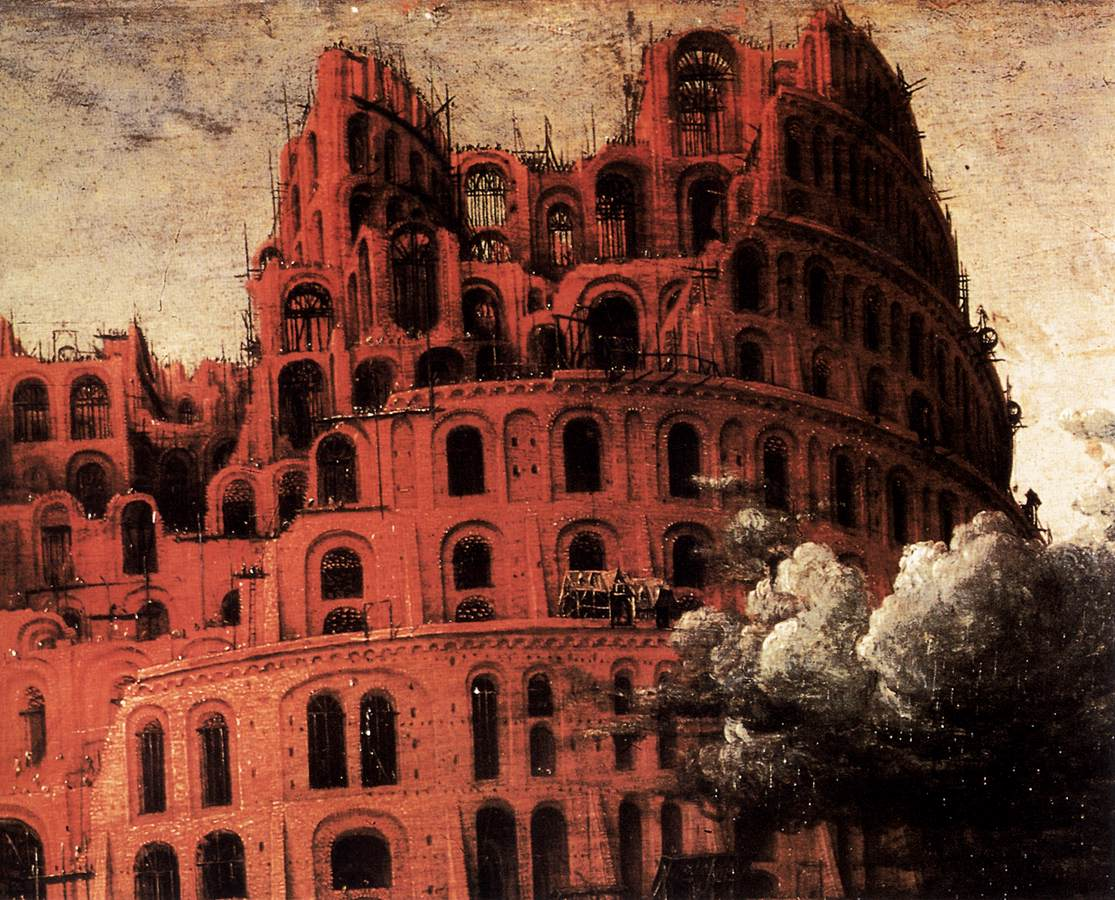
Dettaglio

La torre "piccola" non è meno inquietante, anzi essa arriva a dominare ancora di più il paesaggio, arrotolandosi su sé stessa con andamento spiraliforme. Il punto di vista dell'osservatore è più vicino, e le tonalità più cupe. Anche le nubi del cielo, che ancora una volta lambiscono l'edificio, sono più minacciose e preannunciano la tempesta.
Non compare il re Nembrot e le uniche figure visibili sono i minuscoli operai al lavoro. La scena è ambientata nel momento in cui sono già nate le incomprensioni per la punizione divina che ha differenziato le lingue. I lavori appaiono infatti come fermi e anche la coerenza architettonica dell'edificio è ormai ridotta, per l'impossibilità degli operai di capirsi tra di loro: portali e finestre sono uno diverso dall'altro. Sulla cima della torre poi sembra regnare il caos più completo.
La maggiore libertà e sicurezza dell'artista nel dipingere la tavola più piccola, in particolare in elementi come il paesaggio e il porto, fa in genere riferire questa Torre a un momento vicino ma immediatamente successivo a quello dell'altra.

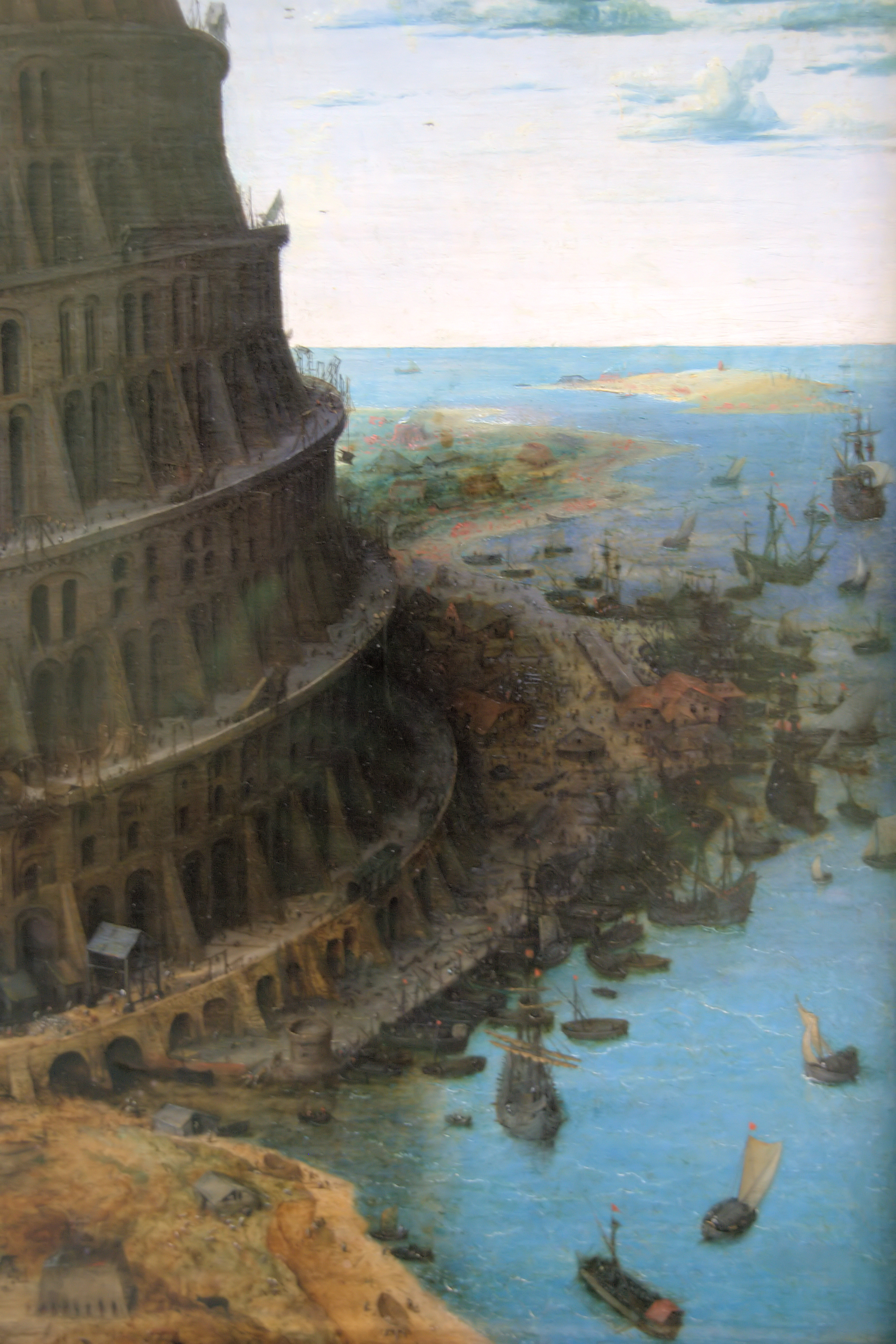
Dettaglio
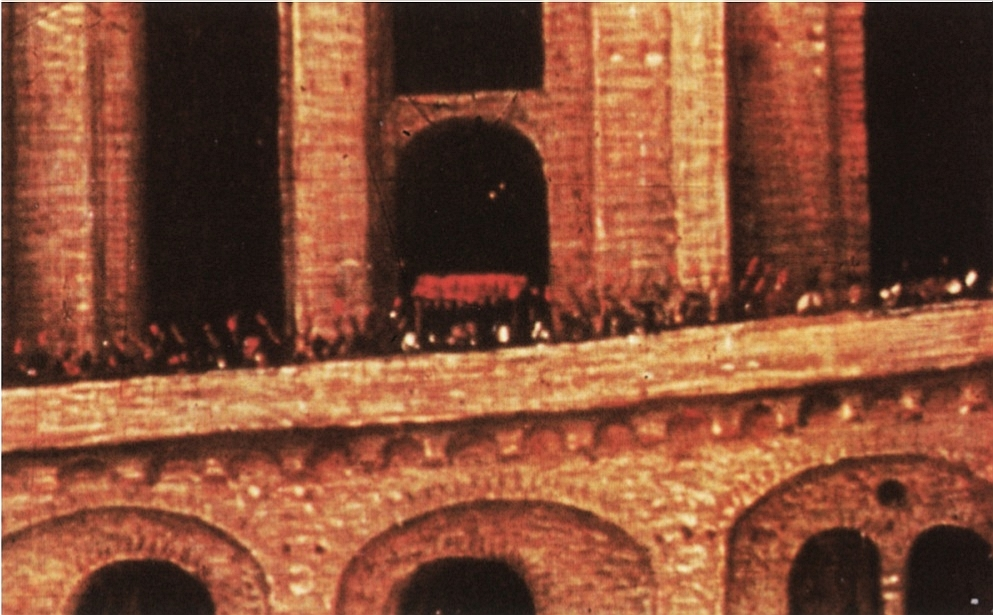
Dettaglio
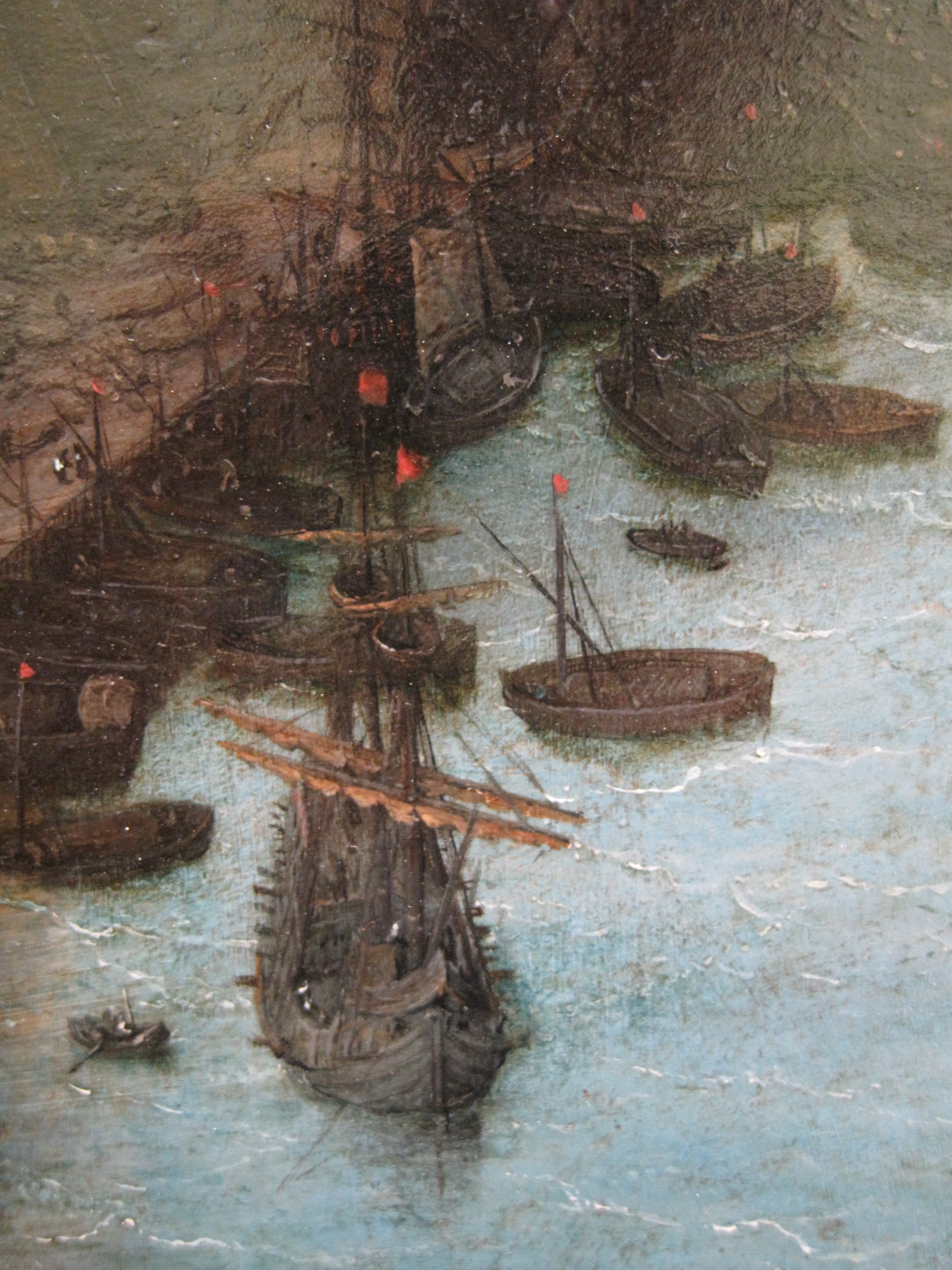
Dettaglio
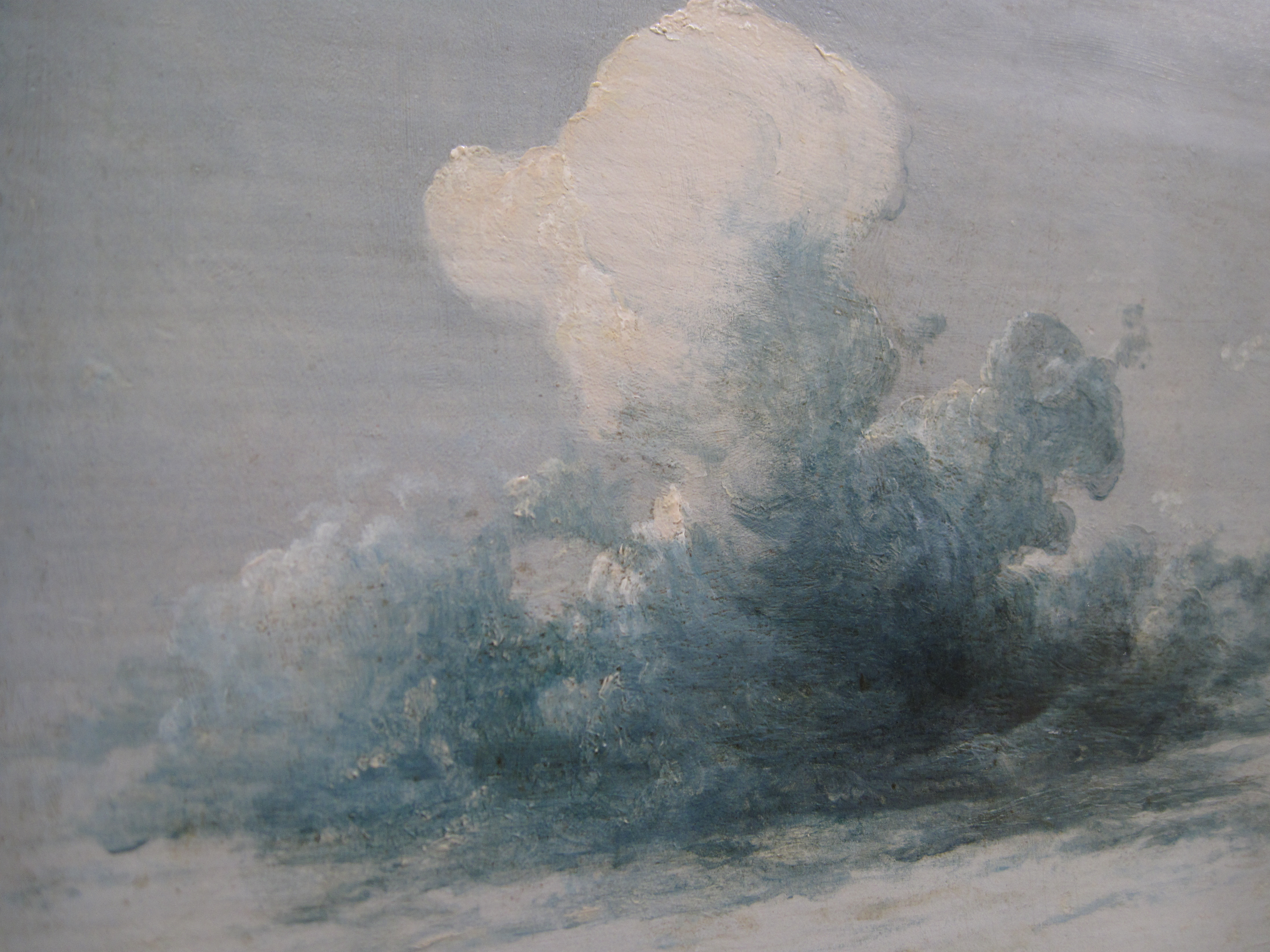
Dettaglio